# National Treasure
National Treasure är en amerikansk film från 2004 i regi av Jon Turteltaub. Filmen fick 2007 en uppföljare vid namn National Treasure: Hemligheternas bok.

## Handling
Precis som sin far och tidigare generationer gjort söker äventyraren och arkeologen Ben Gates, efter den legendariska skatt som tempelherrarna hittade under Jerusalems tempel och som de i hemlighet förde till Amerika.
Tillsammans med sin bästa vän Riley Poole kommer de skatten på spåren och den första ledtråden är gömd på baksidan av världens mest välbevakade dokument - USA:s självständighetsförklaring. De måste stjäla dokumentet från montern i National Archives Building, lösa koden i den gömda kartan, överlista FBI - och mest av allt Ian Howe och hans kumpaner - och undgå att bli dödade, något som drar ut på spänningen i filmen.

## Rollista (i urval)
| Nicolas Cage            | – Benjamin Franklin "Ben" Gates |
| Jon Voight              | – Patrick Henry Gates           |
| Harvey Keitel           | – Agent Peter Sadusky           |
| Diane Kruger            | – Dr. Abigail Chase             |
| Sean Bean               | – Ian Howe                      |
| Justin Bartha           | – Riley Poole                   |
| Mark Pellegrino         | – Agent Johnson                 |
| Christopher Plummer     | – John Adams Gates              |
| David Dayan Fisher      | – Shaw                          |
| Stewart Finlay-McLennan | – Powell                        |
| Oleg Taktarov           | – Shippen                       |
| Armando Riesco          | – Agent Hendricks               |
| Annie Parisse           | – Agent Dawes                   |
| Erik King               | – Agent Colfax                  |
| Ron Canada              | – Vakten Woodruff               |
| Don McManus             | – Dr. Stan Herbert              |
| Hunter Gomez            | – Ben Gates som ung             |
| Jason Earles            | – Thomas Gates                  |
| Terrence Currier        | – Charles Carroll               |